# Lee Yong-jae
Lee Yong-jae ((이용재?, 李龍在?); Seul, 8 giugno 1991) è un calciatore sudcoreano, ala del Gifu.

## Palmarès
- Giochi asiatici: 1

2014
- Coppa dell'Asia orientale: 1

2015